# Беременность трансгендерных людей
Беременность трансгендерных людей — это вынашивание одного или нескольких эмбрионов или плодов трансгендерным человеком. Принципиальная возможность беременности у трансгендерных мужчин зависит от того, сохранились ли у них женские репродуктивные органы, в частности матка. Трансгендерные женщины беременными быть не могут из-за отсутствия матки, на 2019 год все попытки трансплантации матки трансгендерным женщинам были неудачными. Трансгендерные люди, желающие иметь детей, сталкиваются с серьёзными медицинскими, социальными и правовыми проблемами.
Многие правовые системы построены на глубоко укоренившихся гетеропатриархальных представлениях. С точки зрения здравого смысла репродуктивные органы, позволяющие иметь детей, есть только у биологических женщин, по этой причине естественным считается рождение детей цисгендерными женщинами, что поддерживается гетеропатриархальными ценностями в большей части мира. Некоторые юрисдикции (в Европе) требуют стерилизации трансгендерных людей, если те хотят узаконить свою гендерную идентификацию. В случае же беременности и рождения детей трансгендерные люди подвергаются стигматизации и сталкиваются с бюрократическими проблемами, поскольку формально предполагается, что ребёнка рождает исключительно женщина, становящаяся впоследствии матерью. В целом по миру права трансгендерных людей, как и их дискриминация и стигматизация, сильно варьируются, а беременность может оказаться достаточно сложной, если вообще возможной, задачей.
При обращении в медицинские учреждения трансгендерным мужчинам обычно предварительно требуется получить диагноз гендерной дисфории. По сравнению с цисгендерной беременностью при трансгендерной страхи намного сильнее, в том числе специфические страхи, например по части трансфобного оказания помощи. Из-за трансфобии и дискриминации в медицинских учреждениях многим трансгендерным мужчинам приходится быть крайне бдительными, многие ищут альтернативные способы родов, например дома. Сама по себе беременность может усилить гендерную дисфорию (поскольку беременность свойственна женщинам). У одних беременных трансгендерных мужчин может возникать ощущение инородного тела внутри по отношению к плоду, в то время как у других может возникать ощущение сильной взаимосвязи с ним. Исходя из страха перед собственным телом многие предпочитают кесарево сечение, которое в теории может снизить гендерную дисфорию, некоторые же предпочитают роды. В связи с гендерной дисфорией для таких людей важны социальная поддержка и положительный опыт взаимодействия с системой здравоохранения.

## Трансгендерные мужчины

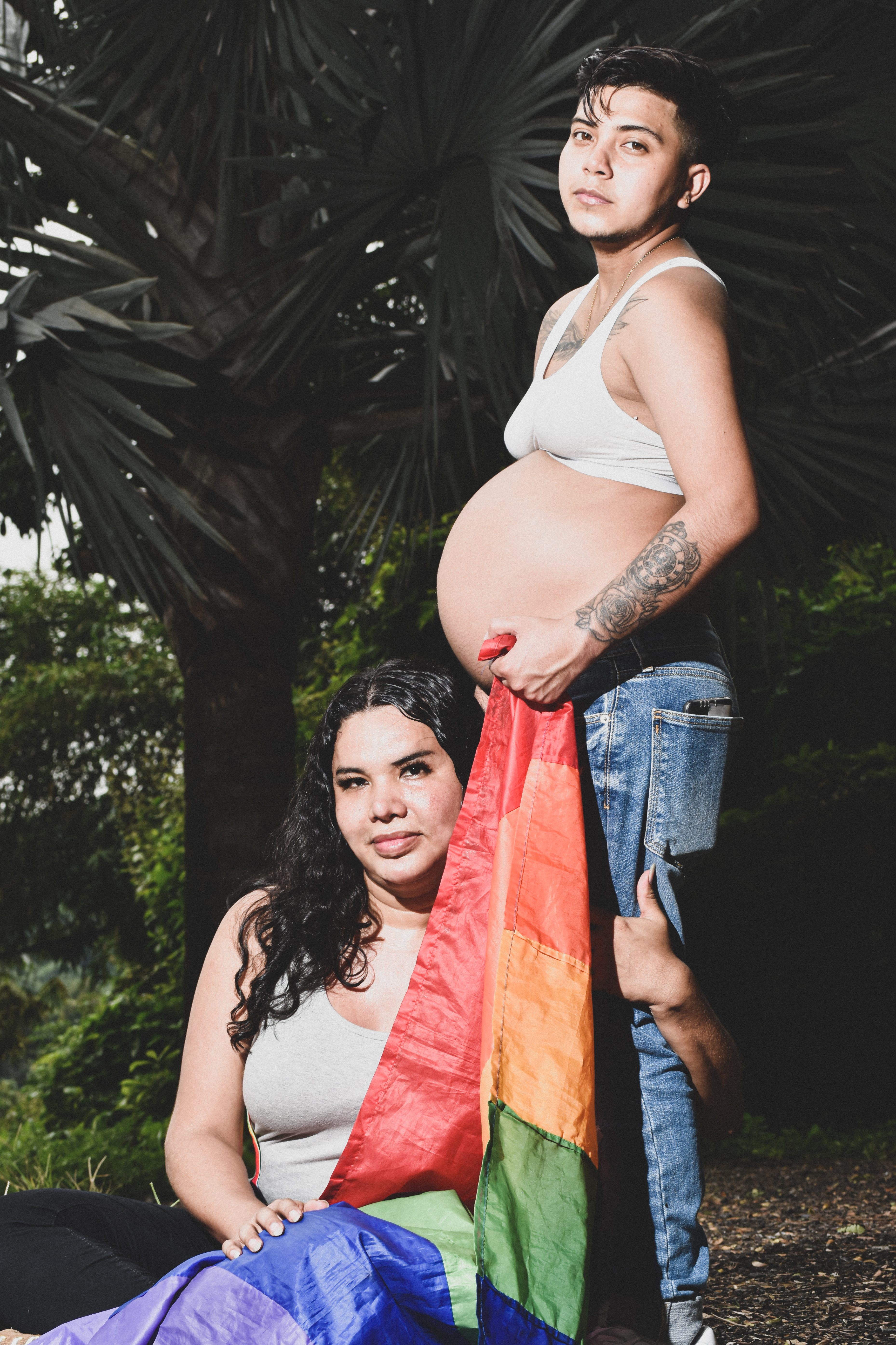
Беременный трансгендерный мужчина Фернандо Мачадо и его трансгендерная жена Диана Родригес

Беременность возможна для трансгендерных мужчин, у которых сохраняются функционирующие яичники и матка, как в случае с Томасом Бити.
При зачатии и во время беременности трансгендерным мужчинам приходится приостанавливать заместительную гормональную терапию (ЗГТ). Воздействие на плод высоких уровней экзогенного тестостерона нарушает его развитие. Это особенно важно в первом триместре развития, когда многие беременности ещё не обнаружены. Из-за аменореи, которая часто вызвана приёмом тестостерона, могут возникать трудности при выявлении беременности из-за отсутствия менструального цикла. Поэтому важно, чтобы пациенты с врачами обсуждали планирование семьи. Приём тестостерона не является эффективным методом контрацепции, что может повлечь незапланированную беременость. ЗГТ, остановленная до беременности, не влияет на течение беременности и роды, которые в большинстве случаев проходят без отличий от родов у цисгендерных женщин.
Обзор опыта трансгендерных мужчин показывает значительное увеличение гендерной дисфории во время беременности.

### После родов
Трансгендерные мужчины после операции по уменьшению груди могут сохранить возможность кормить грудью. В то же время повышенный уровень тестостерона может подавлять лактацию. Кормление грудью упоминается в числе противопоказаний для заместительной терапии тестостероном .

### Дискриминация
Некоторые трансгендерные мужчины во время беременности подвергаются социальной и/или медицинской дискриминации, поскольку беременность считается исключительной прерогативой женщин. Сообщается о недостатке осведомлённости у трансгендерных мужчин по вопросам беременности и медицинской помощи в связи с ней.

## Небинарные люди
Небинарные люди с функционирующей женской репродуктивной системой могут рожать. Они чаще беременеют, чем трансгендерные мужчины, в том числе потому, что реже обращаются за операциями на половых органах, негативно влияющими на фертильность.

## Трансгендерные женщины
Трансгендерные женщины не имеют анатомии и физиологии, в первую очередь матки, необходимой для эмбрионального и внутриутробного развития. На 2019 год попытки пересадки матки трансгендерным женщинам были неудачными.
Трансплантация матки находится на начальной стадии развития и не является общедоступной. К 2019 году 42 цисгендерным женщинам проводили операцию по трансплантации, и было только 12 живорождений.